# Pavián babuin
Pavián babuin (Papio cynocephalus) (angl. Yellow Baboon) je úzkonosý primát z čeledi kočkodanovití. Má tři poddruhy. Žije v oblasti střední Afriky od pobřeží Angoly po pobřeží Mosambiku a dále žije v Zambii, Tanzanii, Keni a Somálsku. Obývá galeriové i řídké lesy, kterým dává přednost, lze se s ním setkat i v savanách. Nežije v horských oblastech, preferuje prostředí s dostatkem vody.

## Popis

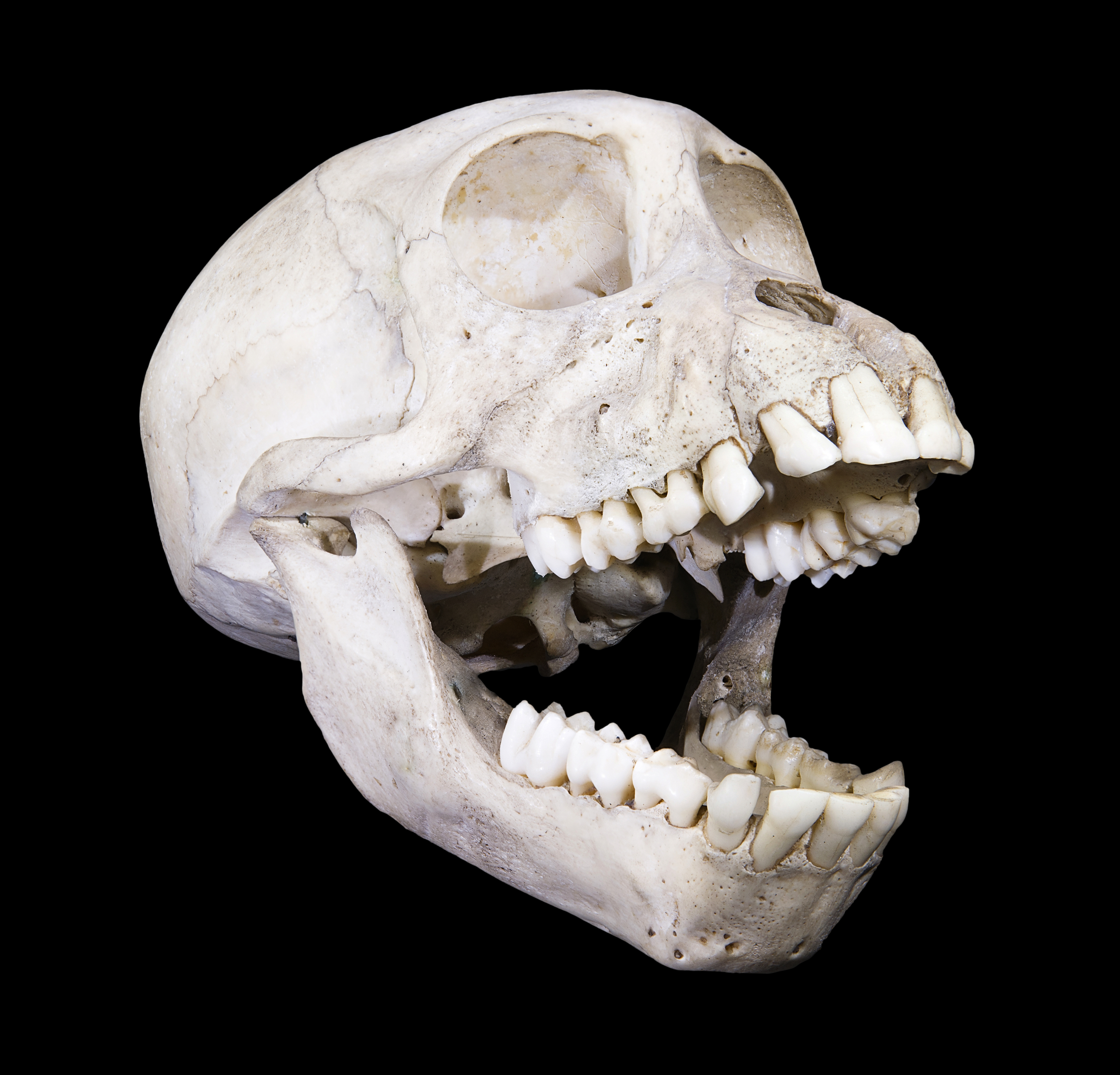
Lebka

Jsou středně velcí, druzí největší z paviánů. Srst na těle má žlutošedou barvu, v lících je světlejší. V obličeji, na uších a sedacích partiích mají lysou kůži tmavé barvy. Lebku mají kulatou, čenich s výraznými hřebeny je protáhlejší a kulatý. Ocas nemají tak výrazně „zlomený“ jako ostatní paviáni a samec ho mívá 45 až 70 cm dlouhý. Samci dosahují výšky okolo 120 cm a váží asi 25 kg, samice měří na délku 100 cm a váží 10 kg. Samci mají také delší špičáky, dospělý jedinec má 32 zubů.

## Stravování
Paviáni babuini se v potravě řadí mezi všežravce, konzumují plody, listy, pupeny, traviny, kořínky, různé hlízy, hmyz, vejce i menší obratlovce. Jsou zaznamenané případy, kdy pořádali lov na zajíce, kočkodany obecné nebo komby ušaté.

## Život vtlupě
Běžná tlupa má okolo 20 až 180 členů. Je to skupina samců i samic. Přesuny skupiny jsou vysoce organizované a platí zde pravidlo, že nového stanoviště musí celá skupina dosáhnout ještě před soumrakem. Přes den se zdržují na zemi a na večer, zhruba po 16. hodině, vyhledávají úkryt v korunách stromů, nejčastěji akácií, kde nocují v bezpečí před dravci. Vzhledem k velikosti skupin nocují na několika stromech. Po zemi se pohybují po čtyřech končetinách.
Mladí samci v období puberty sami odcházejí v 70 až 90 % ze své tlupy a vyhledávají samice, se kterými nejsou v příbuzenském vztahu a pro které jsou přistěhovalci zajímavější. O přijmutí nového samce do tlupy rozhodují hlavně samice, pokud mu nabídne spáření, bude přijat. Vztahy v tlupách jsou matrilineární, to znamená, že samice ve skupině zůstávají. Starší samice které měly více mláďat jsou v hierarchii tlupy výše postavené. Staří samci tlupu ochraňují před nebezpečím.
Hlavní komunikace mezi jedinci je vizuální - upřený pohled, nahrbování, různé pózování, vystavování pohlavních orgánů, cenění zubů. K odhánění dravců používají i štěkavý křik. K projevům
hmatové komunikace patří vzájemná péče o srst, dotýkání se nosy nebo zavěšování mláďat. Akustická komunikace se skládá z poměrně pestré škály vřískání, štěkání, chroptění, skřípání zuby, cvrlikání mláďat, vrčení a pištění. Chemická komunikace probíhá především v období samičí říje.

## Rozmnožování
U paviánů babuinu má každý samec možnost se spářit se samici, pokud ho příjme. Období říje trvá u samice 32 dnů, za tu dobu se samice spáří s několika samci. Březost trvá 175 až 180 dnů, pak se rodí zpravidla jedno mládě o váze 850 g. Po narození je na matce zcela závislé, matka ho kojí asi rok. Péče o mládě spočívá dále v ošetřování, péči o srst, transportu a hrách. Starší zkušené matky své potomky déle kojí a více o ně pečují. Otcové chrání své potomky, zásobují je i matku potravou, hrají si s dětmi a pomáhají při transportu.
Zemře-li matka, může být mládě adoptováno jinou samicí, bylo-li již odstaveno od mléka, pečuje o otec. Zemře-li mládě před odstavením, může se samice spářit znovu. Jinak jsou období mezi porody dlouhé od 21 do 27 měsíců. Pohlavní dospělosti dosahují samci mezi 4. až 7. a samice mezi 5. až 6. rokem.
Babuiny loví lvi, gepardi, leopardi, hyeny, krajty, šakali, karakali, psi a lidé. S výjimkou člověka, loví predátoři jen mláďata, staré, nemocné a oslabené kusy. Dožívají se v divočině okolo 25 let a v zajetí byly hlášeny případy, kdy se jedinec dožil 40 let.
Vzhledem k blízké genetické příbuznosti paviánů k lidem, bývají babuini používáni k vědeckým experimentům a to především v oblasti fyziologie, výzkumu krve, kardiovaskulárního systému, neurologie a endokrinologie. Bývají též používáni pro modely lidských nemocí a problémů jako je epilepsie, vysoký krevní tlak, alkoholismus a podobně.

## Podruhy
Druh pavián babuin se dělí na tři poddruhy:
- Papio cynocephalus cynocephalus Linnaeus, 1766 – má středně velkou lebku, narozená mláďata jsou černého zbarvení, je to v podstatě výše popisovaný druh,
- Papio cynocephalus ibeanus Thomas, 1893 – má větší lebku, narozená mláďata jsou bělavého zbarvení, žije v okolí pohoří Kilimandžáro, v Keni a Somálsku, má hrubší, lehce zvlněnou srst a větší hřívu, kříží se s paviánem anubi,
- Papio cynocephalus kindae Lönnberg, 1919 – má menší lebku, narozená mláďata jsou červenavého zbarvení, žije v Angole, jihozápadní Zambii a v Demokratické republice Kongo, kříží se s paviánem čakma.